# Provincia di Perugia
La provincia di Perugia è  un ente locale territoriale dell'Umbria che ha come capoluogo Perugia e conta 636 253 abitanti. Dal 1927 al 1933 ebbe come sigla automobilistica PU, successivamente assunse la sigla PG. Confina a nord e a est con le Marche (provincia di Pesaro e Urbino, provincia di Ancona, provincia di Macerata e provincia di Ascoli Piceno), a sud con il Lazio (provincia di Rieti) e con la provincia di Terni, a ovest con la Toscana (provincia di Siena e provincia di Arezzo).
È la provincia più estesa dell'Umbria e con i suoi 59 comuni è la prima provincia umbra per numero di suddivisioni, di cui occupa i tre quarti del territorio e la settima dell'intero territorio nazionale. La provincia si estendeva in tutto il territorio umbro tanto che in passato era nota anche come provincia dell'Umbria, comprese Rieti e la Sabina sino al 4 marzo 1923 che per decreto regio furono unite alla provincia di Roma fino al 1927, anno d'istituzione della provincia di Rieti (costituita con parte del territorio aquilano) e della provincia di Terni.

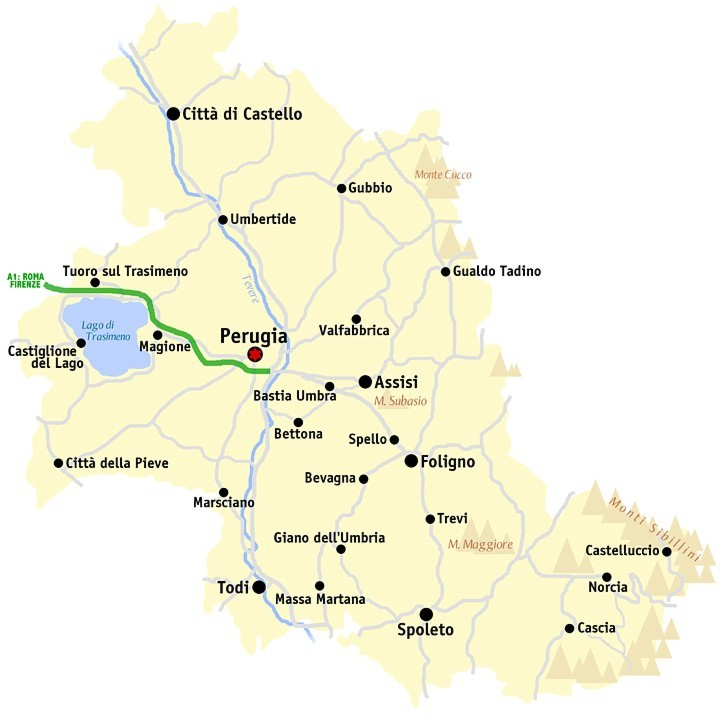
La provincia di Perugia

## Storia

### Provincia dell'Umbria
La provincia dell'Umbria fu una provincia italiana costituita nel 1860 dal regio Commissario generale straordinario Gioacchino Napoleone Pepoli (decreto n. 197 del 15 dicembre 1860); comprendeva i territori corrispondenti alle delegazioni pontificie di Perugia, Orvieto, Rieti e Spoleto. La provincia dell'Umbria era suddivisa nei sei circondari di Perugia, Foligno, Orvieto, Rieti, Spoleto e Terni.
Il 2 marzo 1923 subì il distacco del circondario di Rieti e dei comuni nella Valle del Tevere parte della ex provincia pontificia Sabina, che furono aggregati alla provincia di Roma; il 6 dicembre 1926, a seguito dell'istituzione della provincia di Terni, fu ridenominata provincia di Perugia.

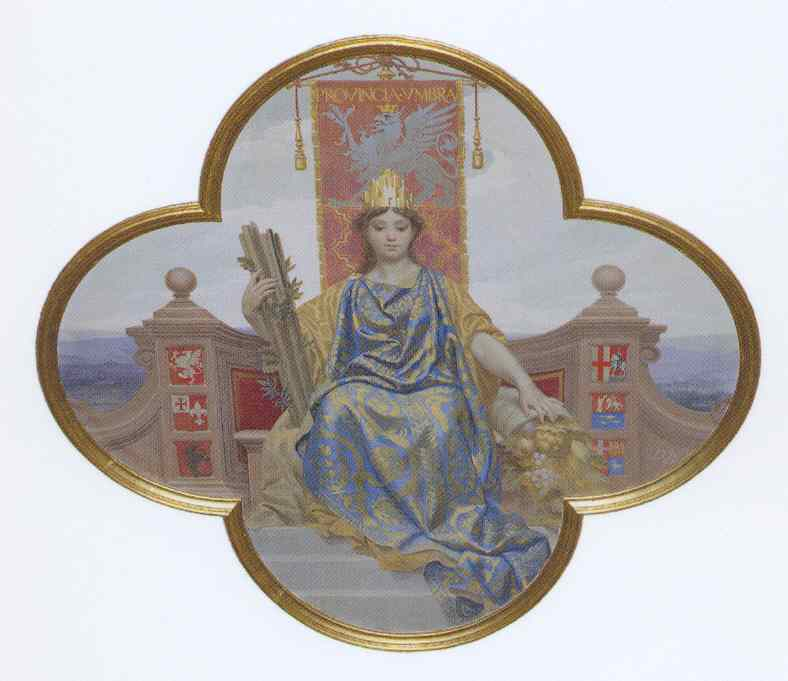
Rappresentazione allegorica della provincia Umbria di Domenico Bruschi

#### La confusione amministrativa
Nel 1921 la Giunta comunale di Terni avanzò la proposta di suddivisione nelle due province di Perugia e Terni. Con l'arrivo del Fascismo il dibattito s'interruppe per breve tempo, fino al 1923, a seguito dell'aggregazione dei circondari di Rieti e di Cittaducale alla provincia di Roma o del Lazio: contemporaneamente furono soppressi i tribunali di Spoleto e Orvieto, le cui giurisdizioni passarono sotto il neoistituito tribunale di Terni.
Il dibattito continuerà, negli anni seguenti, nell'esaltazione delle peculiarità territoriali (a volte retoriche) di una Terni dove «convergono quattro tronchi ferroviari, città punto di confluenza di cinque vallate, che occupa un posto rilevante nei commerci e nell'industria» e prese di posizione fortemente conservative del prefetto dell'Umbria: «Lozzi riteneva che non avesse consistenza (la provincia di Terni), specie dopo lo smembramento di Rieti e la concessione di maggiore autonomia alle Prefetture». Si trattava dunque di scontri politici in seno ai dirigenti del Partito Nazionale Fascista ternano e perugino. Nelle stesse dispute politiche si inserivano i rapporti fra le varie città umbre: per la prima volta Terni stava acquisendo autorità amministrativa su Spoleto, mentre Orvieto e Foligno avrebbero richiesto maggiore centralità politica dell'antica provincia dell'Umbria.
La confusione amministrativa non cessò quando fu esclusa la possibilità di costituire una nuova provincia composta dai circondari di Terni e Rieti. Si discusse ancora sulla possibilità di creare una provincia della Tuscia (provincia di Viterbo), del Lazio, e della Sabina con capoluogo Terni o Rieti. Di contro una forte opposizione antiternana proponeva l'annessione del circondario di Orvieto alle province di Viterbo, Roma o Siena.

#### La politica di Elia Rossi Passavanti
Successivamente, si pose il problema del controllo del bacino del Nera e del Velino, tema di scontro tra il comune di Terni, la società Terni e la provincia dell'Umbria. Fu in questi anni che entrò in gioco Elia Rossi Passavanti, deputato prima e podestà di Terni poi. Fu grazie a lui se si arrivò alla realizzazione della provincia di Terni. Sposato con una dama di corte della regina, era ben inserito negli ambienti della nobiltà ed, essendo stato inserito nella lista fascista della circoscrizione Umbria-Lazio per la scelta dei vertici del PNF, era altresì conosciuto tra le alte cariche del regime.
Nel 1926 non si discuteva più se fare la nuova provincia dell'Umbria meridionale, ma come farla. Rieti preferiva l'accorpamento con Roma; Orvieto e Todi, a causa della loro caratterizzazione agricola, avrebbero dovuto rimanere con Perugia, che tra l'altro non voleva perdere il prestigio di capoluogo "forte"; storica era la conflittualità tra Terni e Spoleto.
Si ipotizzò una circoscrizione provinciale formata dai comuni della Valnerina fino a Visso e Leonessa; verso il Lazio, con l'accorpamento dei comuni di Orte, Morro Reatino, Labro, Configni, Vacone, Rocchette, Montebuono, Tarano, Montasola e Cottanello, e quando ormai era questione di giorni, il prefetto Mormino propose che questa provincia avrebbe dovuto riunire i circondari di Rieti e di Terni, alcuni comuni della Valnerina (Preci, Norcia, Vallo di Nera, Sant'Anatolia di Narco, Poggiodomo, Scheggino e Monteleone di Spoleto) e i comuni "di confine" Visso, Leonessa e Orte.
Rieti poi riuscì a istituire una propria provincia. I comuni della Valnerina Cascia, Norcia, Preci, Sant'Anatolia di Narco, Scheggino e Vallo di Nera, che prima avevano richiesto l'aggregazione a Terni, successivamente, tranne Norcia, si opposero e rimasero legati alla Provincia di Perugia. La scelta fu dunque di unire il circondario di Orvieto, che aveva già manifestato intenzioni "separatiste", alla nuova realtà amministrativa.
La vicenda giunse alla conclusione con il pacchetto licenziato dal Consiglio dei ministri il 6 dicembre 1926 con il quale venivano istituite le nuove province (Aosta, Vercelli, Varese, Savona, Bolzano, Gorizia, Pistoia, Pescara, Rieti, Terni, Viterbo, Frosinone, Brindisi, Matera, Ragusa, Castrogiovanni, Nuoro), ufficializzate con il Regio Decreto Legislativo del 2 gennaio 1927 n. 1/1927 "Riordinamento delle circoscrizioni provinciali". Nello stesso anno furono soppressi i circondari che costituivano circoscrizioni subprovinciali sedi di sottoprefettura e tribunale.
Sindaco di Terni

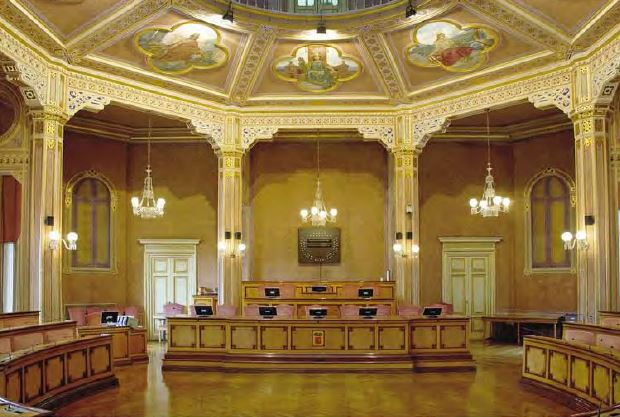
Sala della giunta provinciale

N. 30920 - Oggi su mia proposta il Consiglio dei Ministri ha elevato codesto comune alla dignità di Capoluogo di Provincia. Sono sicuro che col lavoro, con la disciplina e la fede fascista, codesta popolazione si mostrerà sempre meritevole della odierna decisione del Governo Fascista.»
(Benito Mussolini, telegramma con il quale Mussolini informava il sindaco della decisione presa.)

### Provincia di Perugia
Nel 1927 venne distaccato il territorio dei circondari di Orvieto e di Terni (salvo alcuni aggiustamenti minori), istituendo la nuova provincia di Terni; nello stesso anno ottenne i comuni di Monte Santa Maria Tiberina e Monterchi, già appartenenti alla provincia di Arezzo.
Nel 1929 cedette il comune di Visso alla provincia di Macerata.

### Simboli
Lo stemma è stato concesso con regio decreto del 20 settembre 1928.
Il grifo appare sulle insegne di Perugia fin dall'XI secolo e anche oggi è sullo stemma della città ma posto in posizione rampante. È riprodotto un bronzo d'epoca etrusca posto sopra il portale del Palazzo dei Priori di Perugia. Dal 1933 al 1943 allo stemma provinciale era aggiunto il capo del Littorio.
Sia il gonfalone che la bandiera sono costituiti da un drappo di azzurro.

### Onorificenze
I comuni o le città della provincia decorati da medaglia sono quattro; quattro sono state conferite dai presidenti della Repubblica per le sofferenze e sacrifici subiti durante la seconda guerra mondiale.
Il 9 giugno 1898, la città di Perugia è stata insignita della medaglia d'oro come "Benemerite del Risorgimento nazionale" con la seguente motivazione:
"A ricordare l'eroiche gesta compiute dalla cittadinanza di Perugia nel 1859. Nel giugno del 1859 si consumarono le cosiddette «stragi di Perugia», una serie di asperrimi combattimenti fra i difensori della città, che si era ribellata al governo di Roma, e i reggimenti svizzeri, che riconquistarono successivamente le altre città ribelli dell'Umbria e delle Marche."
Numerosi attestati a partire dal 28 marzo 1944, furono assegnati alla popolazione di Marsciano, che ha visto soccombere alla bruta violenza fascista i fratelli Ceci, fucilati per aver rinunciato alla guerra, il 28 marzo 1944. Il premio provinciale fu attestato con le seguenti parole: "Marsciano ha visto morire questi baldi giovini, e la popolazione giunta allo stremo per colpa della dittatura fascista, ha sopportato rapine, bombardamenti, aggressioni e ricatti da parte di gerarchi o altri organi fascisti, ciò è stato il tassello iniziale per uno sviluppo veramente importante per Marsciano."
Il 22 novembre 1961, la città di Foligno è stata insignita dal presidente delle Repubblica, di medaglia d'argento al valor civile con la seguente motivazione:
"Sopportava con fiero comportamento ripetuti bombardamenti che arrecavano gravi distruzioni agli impianti ed ai fabbricati e numerose perdite di vite umane. Partecipava con intrepido coraggio alla lotta per la liberazione, offrendo alla resurrezione della patria un largo tributo di sangue dei suoi figli migliori."
Il 26 gennaio 2004, la città di Assisi è stata insignita della medaglia d'oro al merito civile con la seguente motivazione:
"Con spirito cristiano ed encomiabile virtù civile, durante l'ultimo conflitto mondiale, si distinse per particolari iniziative e atti umanitari che evitarono la distruzione di un inestimabile patrimonio artistico e consentirono la salvezza di numerosi perseguitati politici, ebrei, profughi e sfollati, nonché la cura di migliaia di feriti di ogni nazionalità, ricoverati nelle strutture sanitarie cittadine. Splendido esempio di amore per il prossimo e di solidarietà tra i popoli. Assisi, 1943/1944."
Il 9 novembre 2005, la città di Magione è stata insignita della medaglia di bronzo al merito civile con la seguente motivazione:
"Partecipava con fierezza e profonda fede in un'Italia democratica alla lotta partigiana, subendo, da parte delle truppe tedesche in ritirata, una feroce rappresaglia nella quale venivano uccisi undici suoi concittadini. Nobile esempio di spirito di sacrificio ed amor patrio. 8 giugno 1944 – Fraz. Agello – Montebuono/Magione (PG)"
La città di Pietralunga è stata insignita della medaglia di bronzo al valor militare per la guerra di liberazione.

## Geografia fisica

### Idrografia
L'unico lago importante sul territorio provinciale è il Lago Trasimeno, quarto lago d'Italia per estensione. Si segnalano poi il lago di Corbara e il piccolo lago di Arezzo, nei pressi di Spoleto, ai confini con la provincia di Terni. Da citare sono anche le note Fonti del Clitunno, in prossimità di Pissignano  (Campello sul Clitunno): oltre ad esser state cantate dal poeta Giosuè Carducci, sono importanti in quanto il piccolo lago è la rimanenza di un grande bacino che un tempo occupava l'Alta Valle del Tevere e la Valle Umbra, per la lunghezza di 115 chilometri, da Sansepolcro a Terni: il lago era diviso in due parti, la prima denominata "lacus umber" e la seconda "lacus clitorius".
Riguardo ai fiumi quelli maggiori sono Tevere (405 km), Chiascio (82 km), Topino (77 km), Nestore (48 km) e Clitunno (59 km) e di essi spicca la portata del Tevere, che divide in due la provincia di Perugia e l'Umbria intera, poi nell'Umbria settentrionale troviamo il Chiascio, che è il secondo fiume della provincia di Perugia grazie all'affluente Topino, che gli fornisce il 60% della portata. Poi sotto il Trasimeno scorre il Nestore, che si mantiene grazie al contributo dei suoi torrenti Caina, Fersinone, Calvana e Genna, poi nella bassa perugina troviamo il Clitunno, uno dei fiumi più puliti d'Italia ed è il principale affluente del Topino. Tra la portata di questi fiumi vi è un solo grande dato, quello del Tevere, secondo fiume italiano. Seguono per portata il Chiascio (20 m3/s), il Nestore (11 m3/s) ed il Topino (10 m3/s).

## Infrastrutture e trasporti

### Aeroporti
Sono presenti due aeroporti: l'Aeroporto di Perugia (Aeroporto internazionale dell'Umbria-Perugia San Francesco d'Assisi) destinato ai voli passeggeri e l'Aeroporto di Foligno con altre funzioni e di supporto al Centro Nazionale di Protezione Civile.

### Linee ferroviarie

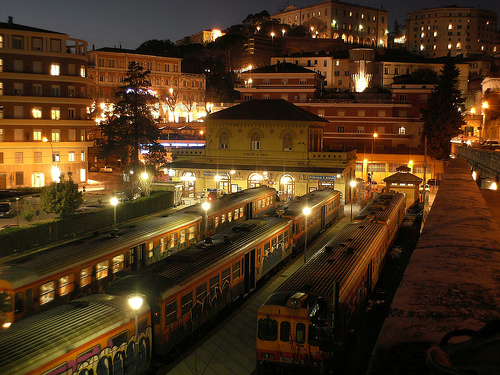
La stazione di Perugia-Sant'Anna

Il trasporto ferroviario nella Provincia di Perugia è caratterizzato dalla presenza della rete delle Ferrovie dello Stato e da quella della Umbria Mobilità.
Le tratte delle linee F.S. attraversanti il territorio provinciale sono tre:
- Orte-Terontola
- Foligno-Terontola
- Orte-Fabriano

La rete FCU è costituita da una tratta principale che segue il percorso del Tevere, da nord a sud. A Ponte San Giovanni una diramazione collega la locale stazione con quella di Perugia Sant'Anna.

### Linee stradali

#### Autostrade e superstrade
La provincia è attraversata solo per pochi chilometri dall'Autostrada A1 nel tratto compreso fra le uscite di Fabro e Chiusi-Chianciano Terme.
Il raccordo autostradale 6 Perugia-Bettolle, collega l'Autostrada del Sole al capoluogo e alla superstrada Orte-Ravenna, principale infrastruttura stradale della provincia e dell'intera Umbria, facente parte del percorso europeo E45. Altre superstrade sono la Strada Statale 75 Centrale Umbra e la Strada Statale 3 Via Flaminia. In fase di realizzazione è il "Quadrilatero Marche-Umbria", sistema di superstrade che interessano la provincia, tramite il collegamento Foligno-Civitanova Marche (attraverso l'ammodernamento della SS 77 -  Traforo del Cornello) ed il collegamento Perugia-Ancona (attraverso l'ammodernamento della Strada Statale 76 della Val d’Esino e della Strada Statale 318 di Valfabbrica).

## Comuni
Appartengono alla provincia di Perugia i seguenti 59 comuni:
- Assisi
- Bastia Umbra
- Bettona
- Bevagna
- Campello sul Clitunno
- Cannara
- Cascia
- Castel Ritaldi
- Castiglione del Lago
- Cerreto di Spoleto
- Citerna
- Città della Pieve
- Città di Castello
- Collazzone
- Corciano
- Costacciaro
- Deruta
- Foligno
- Fossato di Vico
- Fratta Todina
- Giano dell'Umbria
- Gualdo Cattaneo
- Gualdo Tadino
- Gubbio
- Lisciano Niccone
- Magione
- Marsciano
- Massa Martana
- Monte Castello di Vibio
- Monte Santa Maria Tiberina
- Montefalco
- Monteleone di Spoleto
- Montone
- Nocera Umbra
- Norcia
- Paciano
- Panicale
- Passignano sul Trasimeno
- Perugia
- Piegaro
- Pietralunga
- Poggiodomo
- Preci
- San Giustino
- Sant'Anatolia di Narco
- Scheggia e Pascelupo
- Scheggino
- Sellano
- Sigillo
- Spello
- Spoleto
- Todi
- Torgiano
- Trevi
- Tuoro sul Trasimeno
- Umbertide
- Valfabbrica
- Vallo di Nera
- Valtopina

### Comuni per numero di residenti

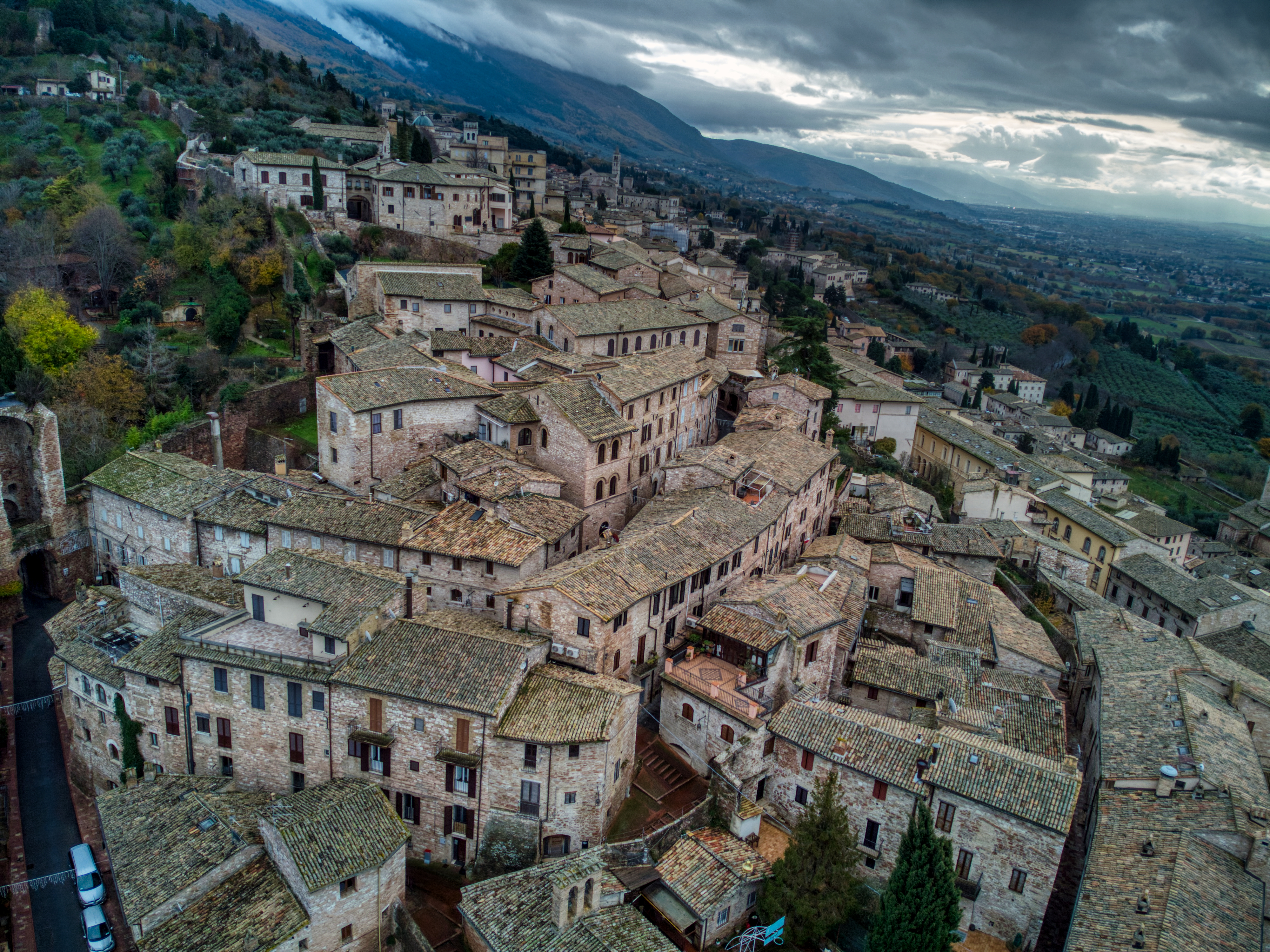
Assisi

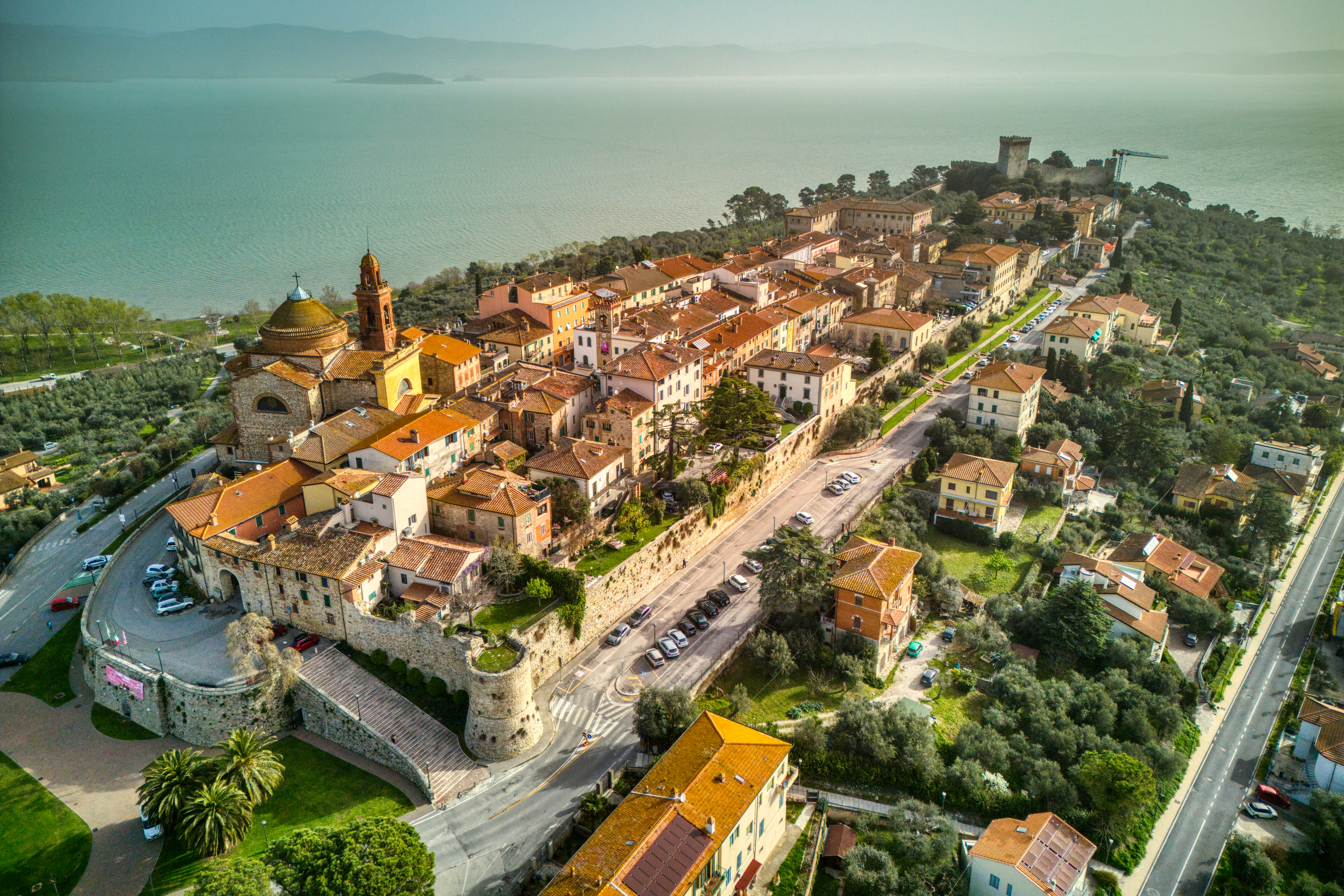
Castiglione del Lago

Di seguito è riportata la lista dei comuni della Provincia di Perugia, ordinati per numero di residenti:
| Posizione | Città                      | Popolazione (ab) | Superficie (km2) |
| --------- | -------------------------- | ---------------- | ---------------- |
| 1         | Perugia                    | 162 575          | 449,51 km²       |
| 2         | Foligno                    | 55 251           | 264,67 km²       |
| 3         | Città di Castello          | 38 337           | 387,32 km²       |
| 4         | Spoleto                    | 36 234           | 348,14 km²       |
| 5         | Gubbio                     | 30 394           | 525,78 km²       |
| 6         | Assisi                     | 27 443           | 187,19 km²       |
| 7         | Corciano                   | 21 485           | 63,72 km²        |
| 8         | Bastia Umbra               | 21 190           | 27,6 km²         |
| 9         | Marsciano                  | 18 048           | 161,50 km²       |
| 10        | Umbertide                  | 16 305           | 200,83 km²       |
| 11        | Todi                       | 15 724           | 222,86 km²       |
| 12        | Castiglione del Lago       | 15 151           | 205,26 km²       |
| 13        | Magione                    | 14 581           | 129,73 km²       |
| 14        | Gualdo Tadino              | 14 249           | 124,29 km²       |
| 15        | San Giustino               | 10 978           | 79,98 km²        |
| 16        | Deruta                     | 9 451            | 44,51 km²        |
| 17        | Spello                     | 8 284            | 61,65 km²        |
| 18        | Trevi                      | 8 042            | 71,19 km²        |
| 19        | Città della Pieve          | 7 499            | 110,94 km²       |
| 20        | Torgiano                   | 6 632            | 37,66 km²        |
| 21        | Passignano sul Trasimeno   | 5 676            | 81,33 km²        |
| 22        | Gualdo Cattaneo            | 5 655            | 96,63 km²        |
| 23        | Nocera Umbra               | 5 515            | 157,17 km²       |
| 24        | Montefalco                 | 5 372            | 69,51 km²        |
| 25        | Panicale                   | 5 318            | 79,26 km²        |
| 26        | Bevagna                    | 4 801            | 56,22 km²        |
| 27        | Norcia                     | 4 567            | 275,58 km²       |
| 28        | Bettona                    | 4.234            | 45,08 km²        |
| 29        | Cannara                    | 4 181            | 32,81 km²        |
| 30        | Tuoro sul Trasimeno        | 3 737            | 55,89 km²        |
| 31        | Giano dell'Umbria          | 3 697            | 44,48 km²        |
| 32        | Massa Martana              | 3 592            | 78,41 km²        |
| 33        | Citerna                    | 3 380            | 23,53 km²        |
| 34        | Piegaro                    | 3 377            | 99,18 km²        |
| 35        | Collazzone                 | 3 345            | 55,68 km²        |
| 36        | Valfabbrica                | 3 194            | 92,3 km²         |
| 37        | Castel Ritaldi             | 3 046            | 22,44 km²        |
| 38        | Cascia                     | 2 972            | 180,85 km²       |
| 39        | Fossato di Vico            | 2 632            | 35,39 km²        |
| 40        | Campello sul Clitunno      | 2 312            | 49,76 km²        |
| 41        | Sigillo                    | 2 301            | 26,48 km²        |
| 42        | Pietralunga                | 1 980            | 140,42 km²       |
| 43        | Fratta Todina              | 1 810            | 17,43 km²        |
| 44        | Montone                    | 1 560            | 51,1 km²         |
| 45        | Monte Castello di Vibio    | 1 430            | 31,95 km²        |
| 46        | Valtopina                  | 1 276            | 40,57 km²        |
| 47        | Scheggia e Pascelupo       | 1 233            | 64,16 km²        |
| 48        | Monte Santa Maria Tiberina | 1 095            | 72,53 km²        |
| 49        | Costacciaro                | 1 081            | 41,06 km²        |
| 50        | Cerreto di Spoleto         | 982              | 74,78 km²        |
| 51        | Paciano                    | 954              | 16,91 km²        |
| 52        | Sellano                    | 965              | 85,85 km²        |
| 53        | Preci                      | 680              | 82,03 km²        |
| 54        | Lisciano Niccone           | 582              | 35,18 km²        |
| 55        | Monteleone di Spoleto      | 563              | 62,18 km²        |
| 56        | Sant'Anatolia di Narco     | 512              | 46,55 km²        |
| 57        | Scheggino                  | 451              | 35,85 km²        |
| 58        | Vallo di Nera              | 347              | 36,22 km²        |
| 59        | Poggiodomo                 | 92               | 40,09 km²        |

Poggiodomo, è il comune meno abitato della provincia e della regione, conta all'ultima rilevazione del 2025 solamente 82 cittadini.

## Amministrazioni

### Comunità montane
Nel territorio provinciale operano 7 comunità montane.
| Denominazione                                    | Zona geografica                  | Sede amministrativa | Sito istituzionale                                                                                               |
| ------------------------------------------------ | -------------------------------- | ------------------- | --- |
| Comunità montana Alto Tevere Umbro               | Alta valle del Tevere            | Città di Castello   | Comunità montana Alto Tevere Umbro                                                                               |
| Comunità montana Alto Chiascio                   | Eugubino – Gualdese              | Gubbio              | Comunità montana Alto Chiascio                                                                                   |
| Comunità montana Monti del Trasimeno             | Trasimeno – Medio Tevere         | Magione             | Comunità montana Monti del Trasimeno                                                                             |
| Comunità montana Monte Peglia e Selva di Meana   | Orvietano – Tuderte              | San Venanzo (TR)    | Comunità montana Monte Peglia e Selva di Meana                                                                   |
| Comunità montana del Subasio e dei Monti Martani | Assisano – Folignate – Spoletino | Valtopina           | Comunità montana Monte Subasio Comunità montana Monti Martani Archiviato il 24 gennaio 2009 in Internet Archive. |
| Comunità montana della Valnerina                 | Valnerina – Cascia               | Norcia              | Comunità montana della Valnerina                                                                                 |

### Parchi naturali
I parchi naturali regionali in Umbria sono sei, dei quali cinque in provincia di Perugia. A questi va aggiunto il Parco nazionale dei Monti Sibillini che si estende soprattutto nelle Marche dove, nel comune di Visso, ha sede l'ente parco.
| Denominazione                       | Zona geografica         | Sede amministrativa      | Sito istituzionale                  |
| ----------------------------------- | ----------------------- | ------------------------ | ----------------------------------- |
| Parco di Colfiorito                 | Altopiani di Colfiorito | Foligno                  | Parco di Colfiorito                 |
| Parco del Lago Trasimeno            | Trasimeno               | Passignano sul Trasimeno | Parco del Lago Trasimeno            |
| Parco del Monte Cucco               | Monte Cucco             | Sigillo                  | Parco del Monte Cucco               |
| Parco del Monte Subasio             | Assisano                | Assisi                   | Parco del Monte Subasio             |
| Parco nazionale dei Monti Sibillini | Monti Sibillini         | Visso (MC)               | Parco nazionale dei Monti Sibillini |